# 75 mm armata przeciwlotnicza mle 1897

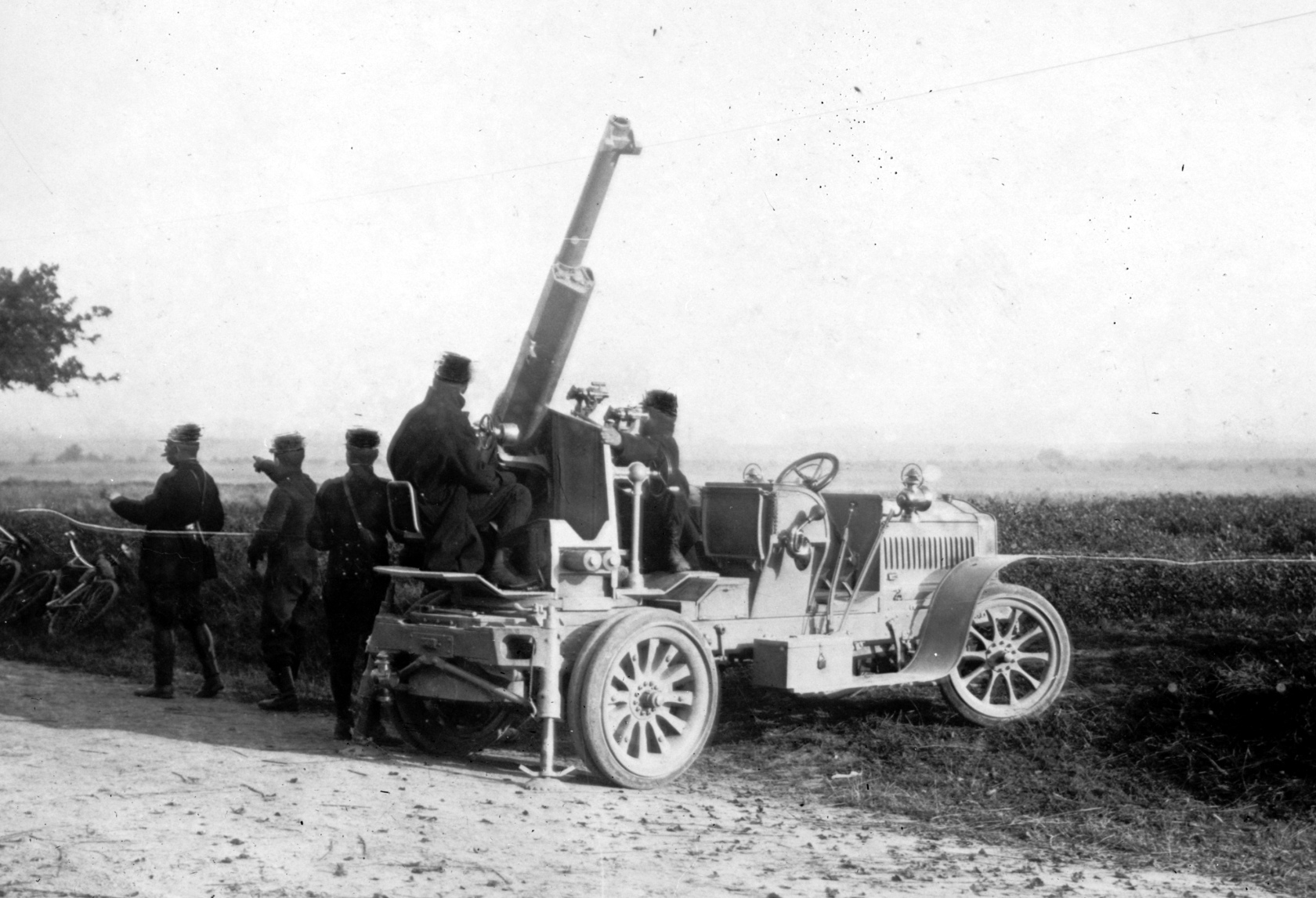
Francuska armata przeciwlotnicza wz. 1897 zamontowana na ciężarówce podczas I wojny światowej (dokładny model nieznany)

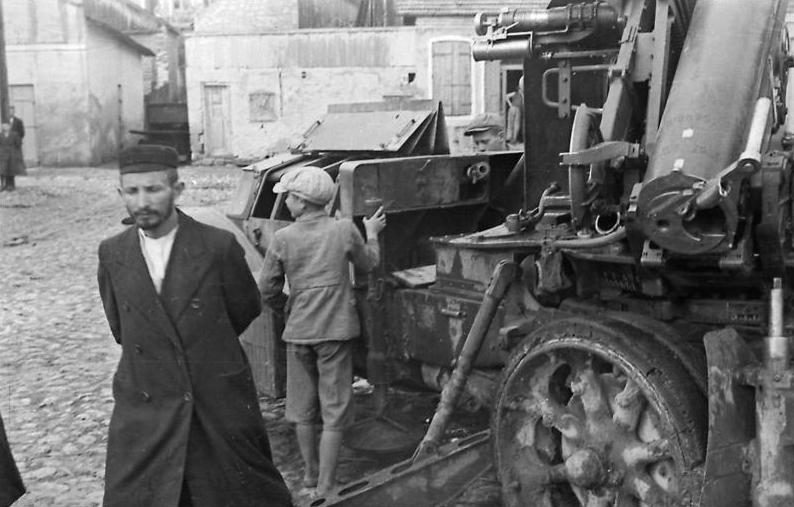
Armata przeciwlotnicza 75 mm wz. 1897/18/24 porzucona w Mielcu podczas kampanii wrześniowej

Armata przeciwlotnicza 75 mm wz. 1897, wz. 1897/25, wz. 1897/14, wz. 1897/17 i wz. 1897/18/24 – francuskie działa przeciwlotnicze, skonstruowane na bazie armaty polowej Canon de 75 mle 1897, używane przez Wojsko Polskie w latach 1918–1939. We wrześniu 1939 Wojsko Polskie posiadało razem 94 armaty tych typów.
- Armata przeciwlotnicza wz. 1897 składała się z armaty polowej, zamontowanej na stosunkowo prymitywnej platformie, która pozwalała na prowadzenie ognia przeciwlotniczego na odległość 5500 metrów (donośność pionowa). Działa takie były szeroko używane przez armię francuską podczas I wojny światowej. We wrześniu 1939 Polska posiadała 4 działa tego typu, które były wtedy już całkowicie przestarzałe.
- Armata przeciwlotnicza wz. 1897/25 z początku w podobny sposób wykorzystywała armaty rosyjskie 76,2 mm. W latach 20. XX wieku zamieniono lufy na francuskie 75 mm. We wrześniu 1939 Wojsko Polskie miało 76 tych armat. Podobnie jak armaty wz. 1897, były wtedy całkowicie przestarzałe.
- Armata przeciwlotnicza wz.1897/14 była od początku zaprojektowana jako działo przeciwlotnicze o donośności pionowej do 6500 metrów. Polska zakupiła 2 egzemplarze, a następnie 10 egzemplarzy spokrewnionych, nowszych armat wz. 1897/18/24. Armaty te były zamontowane na samochodach ciężarowych De Dion-Bouton 35 CV, Ursus i Fiat 621 L. Był w nie uzbrojony 1 Dywizjon Samochodowy Artylerii Przeciwlotniczej.
- Armata przeciwlotnicza wz. 1897/17 była działem półstałym, przyczepkowym ustawianym na jednoosiowym podwoziu. Wojsko Polskie posiadało 2 działa tego typu w 1939.